# Sylvain Gbohouo
Sylvain Gbohouo, né le 29 octobre 1988, est un footballeur international ivoirien. Il évolue au poste de gardien de but, au Stade d'Abidjan.

## Biographie
Durant la CAN 2015, il est courtisé par de nombreux clubs, notamment européens, mais opte finalement pour le TP Mazembe, tout comme son coéquipier en équipe nationale et à Séwé Sports, Roger Assalé. Sylvain Gbohouo signe un contrat de 5 ans. En Juin 2022, Sylvain Gbohouo a été suspendu jusqu'au 23 juin 2023 après avoir été contrôlé positif à la trimétazidine un produit interdit.

## Sélection nationale
Sylvain Gbohouo connaît sa première compétition avec la sélection nationale en juin 2014 lors de la coupe du monde de football 2014. Il est alors le seul membre de l'effectif jouant en Côte d'Ivoire. Il ne dispute pas la moindre seconde et sa sélection est éliminée au premier tour.

### CAN 2015

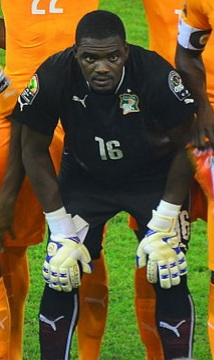
Gbohouo en équipe de Côte d'Ivoire

Il joue tous les matchs de préparation avant la compétition contre le Nigeria et contre la Suède, il fait bonne impression et est pressenti comme gardien titulaire lors de la compétition à la place du gardien Boubacar Barry Copa critiqué auparavant pour des prestations mitigées. Il est finalement aligné par Hervé Renard lors de la phase de poule où la sélection s'en sort difficilement face au Cameroun (1-0) sur un but de Max-Alain Gradel. Le score étant de 1-1 face à l'Algérie en quart de finale, il réalise un arrêt décisif à la 65e minute face à l'attaquant algérien El Arbi Hillel Soudani. L'équipe s'impose finalement 3-1 grâce à un doublé de Wilfried Bony et un but de Gervinho. En demi-finale, il multiplie les parades face aux attaquants de la République démocratique du Congo mais encaisse tout de même un penalty de Dieumerci Mbokani, son équipe s'impose sur le score de 3-1 et se qualifie pour la 4e finale de son histoire.
À la veille de la finale de la compétition, il se blesse à l'entraînement et déclare forfait pour le match au profit de Boubacar Barry Copa, héros d'une finale incroyable marquée par la victoire de la Côte d'Ivoire face au Ghana au bout d'une longue séance de tirs au but (9 tab à 8).
Il figure lors de l’équipe type de la CAN 2015 en tant que meilleur gardien aux côtés du gardien congolais Robert Kidiaba et est révélé au grand public ivoirien.

### CAN 2019
Lors de la CAN 2019 opposant la Côte d'Ivoire et l'Algérie en quart de finale, Sylvain Gbohouo est élu homme du match, malgré la défaite de son équipe aux tirs au but.